# Nishi-ku (Nagoya)
Nishi-ku (西区?) è uno dei sedici quartieri amministrativi della città di Nagoya, in Giappone.